# Jobriath
Jobriath (Philadelphia, 14 december 1946 – New York, 4 augustus 1983) was een Amerikaanse rockzanger en acteur, die ondanks hoge verwachtingen en grote reclamecampagnes nooit wist door te breken en hierdoor een cultstatus verwierf.
Jobriath was een van de eerste openlijk homoseksuele artiesten die een contract kreeg aangeboden bij een grote platenmaatschappij. Hij overleed in 1983 op 36-jarige leeftijd aan aids en is daarmee een van de eerste internationaal bekende artiesten die stierf aan de ziekte.

## Biografie

### Jeugd en Pidgeon
Jobriath werd geboren als Bruce Wayne Campbell in Pennsylvania. Hij was de tweede van drie zoons van William Campbell en Marian Salisbury. Zijn vader was militair en het gezin verhuisde veel. Ze woonden oorspronkelijk in King of Prussia, maar verhuisden later naar Houston, Texas. Jobriaths moeder was 16 jaar toen ze trouwde en haar eerste kind kreeg. In 1958 raakte zij zwanger van een andere man en trok zij bij hem in. Na de dood van haar tweede man, keerde ze terug naar het dorp waar haar zoons woonden en werd het contact hersteld. Jobriath had een hechte relatie met zijn stiefbroer. Hij bleek talent te hebben voor pianospelen en werd aan dirigent Eugene Ormandy voorgesteld als wonderkind. Hij speelde voornamelijk klassieke muziek. Na de lagere school richtte hij zich op de beeldende kunst. Hij maakte veelal portretten van zichzelf en zijn moeder, maar zijn eerste liefde bleef muziek. Zijn moeder, met wie hij een zeer goede band had, stimuleerde haar zoons artistieke carrière echter niet en probeerde hem af te remmen en bij haar te houden. Al op jonge leeftijd wist Jobriath dat hij homoseksueel was, dit werd door haar echter ontkend.
In het midden van de jaren 60 werd hij opgeroepen voor militaire dienst, maar deserteerde na enkele maanden. Om ontdekking te ontkomen, nam hij de naam Jobriath Salisbury, zijn bijnaam aangevuld met zijn moeders achternaam, aan en verhuisde naar Los Angeles. Toen hij een vriend kwam begeleiden als pianist voor een auditie voor de musical Hair, kreeg hij de rol van Woof aangeboden, een openlijk homoseksuele tiener. Hij speelde in de West Coast-productie met onder andere Gloria Gaynor en werkte mee aan de plaatopname van die productie. De productie was een groot succes. Jobriath werd geroemd om de natuurlijke wijze waarop hij de rol neerzette en was zeer geliefd bij de cast. In 1969 vormde hij de folkrockband Pidgeon, waarmee hij een platencontract verdiende bij Decca Records. De band combineerde folk met elementen uit de klassieke muziek. Ze brachten de single Rubber bricks en een naamloos album uit, voor ze uit elkaar gingen.
Na het beëindigen van de tour langs de Westkust, kreeg Jobriath de mogelijkheid om mee te gaan voor een serie optredens aan de Oostkust. In New York, waar de cast neerstreek voelde Jobriath zich bevrijd van het juk van zijn ouders en wierp hij zich in het nachtleven van de stad. Zijn gedrag op het toneel werd onhoudbaar en hij werd uit de productie gezet. Kort hierna werd hij opgespoord door de militaire politie en gearresteerd. Hij bracht hierna enkele maanden door in een militair hospitaal na een ingebeelde zenuwinzinking. In deze periode begon hij met het schrijven van nummers, die zouden leiden tot zijn volgende muzikale project.

### Soloalbums
Halverwege 1972 kwam Jobriath in contact met Jerry Brandt, die eerder manager was van Carly Simon. Deze had een demo-opname van Jobriath gehoord bij Clive Davis van Columbia Records. Davis zag niets in de demo, die hij omschreef als "gek, ongestructureerd en afschuwelijk qua melodie". Brandt was echter onder de indruk en besloot Jobriath te contracteren. Jobriath pareerde later de kritiek van Davis met "Dat was afkomstig van de man die zowel Patti Smith als Barry Manilow ontdekte...tot zover geestelijke gezondheid en structuur!". Brandt vond Jobriath in Californië, waar hij op een kamer woonde en werkte als prostitué. Brandt bouwde een mythe op rond de persoon Jobriath, waarin hij alles tot het uiterste doorvoerde. Jobriaths lange blonde haren werden afgeknipt en vervangen door een permanent. Hij kreeg zware make-up aangebracht en werd gepresenteerd als een openlijk en extreem homoseksueel.
Onder de nieuwe alias Jobriath Boone bezorgde Brandt Jobriath een contract voor twee albums bij Elektra Records dat werd geleid door David Geffen. Brandt meldde in de media dat er 500 duizend dollar met het contract gemoeid was en dat dit de meest lucratieve rock 'n roll deal tot dan toe was. In werkelijkheid was er tussen de 30 en 50 duizend dollar mee gemoeid. Jobriath nam de plaat op in New York en diverse castleden van Hair en vrienden werkten mee aan het album. Het album werd geproduceerd door Eddie Kramer met Jobriath, die zelf ook de strijkarrangementen schreef, die werden opgenomen in de Londense Olympic Studios met het London Symphony Orchestra. Kramer omschreef Jobriath in Mojo als een romantische ziel. "Hij wilde orkestraties als oude filmmuziek, hoewel hij niets wist van arrangeren. Dus kocht hij een boek over arrangeren en binnen een week kwam hij aan met arrangementen van een spookachtige kwaliteit." Ook Peter Frampton werd genoemd op het album, maar het is onbekend wat precies zijn bijdrage was.
Er volgde een enorme marketingcampagne, met paginagrote advertenties in Vogue, Penthouse en Rolling Stone, grote afbeeldingen op meer dan 250 stadsbussen in New York en een billboard van 12,5 bij 13 meter op Times Square. Alle reclame bevatte het hoesontwerp van Jobriaths debuutalbum van de hand van fotograaf Shig Ikeda. Op de hoes stond een naakte Jobriath, als een omgevallen Romeins standbeeld met afgebroken benen. Brandt en Jobriath kondigden plannen aan voor drie grootschalige debuutoptredens in Opéra Garnier in Parijs in december 1972, waarmee zo'n 200 duizend dollar gemoeid zouden zijn. Hierop zou Jobriath een tournee houden langs meerdere Europese operahuizen. Jobriath vertelde de pers dat hij in de show verkleed als King Kong het Empire State Building zou beklimmen, dat zou veranderen in een enorme spuitende penis, om hierna te transformeren in Marlene Dietrich. Elektra maakte zich echter zorgen om de snel oplopende kosten en besloot de concerten eerst uit te stellen tot februari en daarna te annuleren. Bij het verschijnen van het debuutalbum Jobriath, kreeg het album positieve kritieken. Rolling Stone verklaarde dat Jobriath omkwam van het talent. Cashbox noemde het "een van de interessantste albums van het jaar" en Record World bejubelde de plaat als "briljant scherpzinnig" en noemde Jobriath "een ware uomo universale, die grote groepen fans voor zich zal winnen." Esquire noemde Jobriath echter de hype van het jaar.
Na de release bleef Brandt proberen de hype rond Jobriath in stand te houden met opmerkelijke uitspraken als "Je hebt Elvis, The Beatles en Jobriath" en dat hij en Jobriath tickets hadden geboekt voor Pan America's eerste passagiersvlucht naar de Maan. Ondertussen benoemde Jobriath zichzelf tot de "eerlijkste nicht in de rockmuziek", een uitspraak die hem niet populairder maakte, maar hem wel de eerste openlijk homoseksuele rockzanger bij een grote platenmaatschappij maakte. Aangezien een groots livedebuut, door te hoge productiekosten, uitbleef besloot Brandt Jobriath te presenteren op nationale televisie. Hij maakte zijn televisiedebuut met een optreden bij het populaire programma The Midnight Special, dat die aflevering Gladys Knight als gastpresentator had. Hij trad op met een balletgroep, onder leiding van Joyce Trisler van het Joffrey Ballet, in zelfgemaakte extravagante kostuums. Hij voerde de nummers I'maman en Rock of ages op. Aanvankelijk wilde Jobriath het nummer Take me I'm yours opvoeren, maar de producer van de show maakte bezwaar tegen het openlijk sadomasochistische inhoud van het nummer. De kritieken op het optreden waren vernietigend en de door Brandt gecreëerde hype begon zich tegen Jobriath te keren. In de zomer van 1974 kreeg Jobriath uiteindelijk zijn livedebuut tijdens twee uitverkochte shows in de Bottom Line Club in New York. De band trad ditmaal op in gewone kleding, wat weer op kritiek kwam te staan van een ander deel van de achterban. De verkoop van de plaat kwam echter niet van de grond. Hij wist zelfs de onderste regionen van de hitlijsten niet te bereiken.
Zes maanden na het debuutalbum bracht Jobriath zijn tweede album Creatures of the street uit, waaraan wederom Peter Frampton meewerkte, evenals John Paul Jones van Led Zeppelin. De kostuums bij het album werden ontworpen door Stephen Strouse, de fotografie werd verzorgd door Gereg Mankowitz. Hoewel er een stuk langer aan dit album gewerkt was, dan aan de debuutplaat, werd hij uitgebracht zonder enige vorm van promotie en ook de tweede plaat flopte commercieel gezien. Er volgde een Amerikaanse tour, waarin Jobriath in lokale studio's opnames maakte voor een derde album. Zowel Brandt als Elektra Records lieten Jobriath halverwege de tour vallen. De band maakte de tour echter af en stuurde de rekeningen voor gemaakte kosten door naar Elektra Records. De laatste show, op de Universiteit van Alabama, eindigde met vijf toegiften en de komst van de brandweer, die kwamen opdraven nadat het uitzinnige publiek het brandalarm had laten afgaan.

### Cole Berlin
In januari 1975 kondigde Jobriath, moe van het image dat hem aangemeten was, aan uit de muziekwereld te stappen. In een interview gaf hij aan boos te zijn op Brandt, die zijn reputatie te grabbel zou hebben gegooid en geld zou hebben verduisterd om een nachtclub te kunnen beginnen. Jobriath verhuisde naar een appartement op het dak van het legendarische Chelsea Hotel in New York in een typische piramidevorm. Van hieruit probeerde hij zijn acteercarrière nieuw leven in te blazen en deed onder andere auditie voor de rol van Al Pacino's geliefde in de film Dog Day Afternoon. Onder de naam Bryce Campbell schreef hij de musical Sunday brunch, die geënt was op cabaretnummers uit de jaren 20. Hij begon weer op te treden onder de naam Cole Berlin, een samentrekking van Cole Porter en Irving Berlin, met cabaretnummers. Hij trad op in pianobars en diverse clubs en cabarets. Hij had een vaste betrekking in het restaurant The Covent Garden. Hij maakte snel naam in de cabaretscene van Manhattan. Regelmatig liet hij het publiek verzoeknummers indienen, maar hij weigerde pertinent om nog nummers uit zijn Jobriathperiode te spelen. Naast zijn werk als cabaretzanger vulde hij zijn inkomsten, als nodig, aan met prostitutie. In 1977 werkte hij aan een musical Popstar, die hij echter nooit afrondde. Hiervoor had hij het personage Joby gecreëerd.

### Overlijden
Begin jaren 80 kreeg Jobriath problemen met zijn gezondheid. Hij was besmet geraakt met hiv, een virus dat die jaren hard om zich heen greep in de Amerikaanse homoscene. De ziekte manifesteerde zich voor het eerst in 1981. In 1982 werd vastgesteld dat hij aan aids leed. Dit weerhield hem er niet van bij te dragen aan het 100-jarig bestaansfeest van het Chelsea Hotel in november 1982. Op 4 augustus 1983, een week nadat zijn contract met Jerry Brandt afliep, stierf Jobriath op 36-jarige leeftijd aan de ziekte, als een van de eerste bekende muzikanten die leden aan de ziekte. De avond van zijn dood had hij via de telefoon nog een nieuw lied gespeeld aan een vriend. Het zou echter nog vier dagen duren voor zijn lichaam gevonden werd. Hij stierf achter de piano.
Jobriaths vader, die de afwikkeling van zijn overlijden op zich nam, liet kort na zijn dood de meeste spullen uit het Chelsea Hotel, waaronder kostuums en bladmuziek en demo-opnamen van nieuwe nummers, vernietigen. Enkel het dagboek dat Jobriath bijhield, nam hij met zich mee.

### Na zijn dood
In 1992 probeerde Morrissey, die al lange tijd fan was van Jobriath maar niet bekend met diens overlijden in 1983, Jobriath te boeken als voorprogramma voor een tour rond zijn album Your arsenal. In 2004 zorgde hij voor de uitgave van het verzamelalbum Lonely Planet Boy, waarvan hij de titel ontleende van de New York Dolls, een andere band die Morrissey adoreerde. Op het album prijkten nummers van de twee soloalbums van Jobriath en het onuitgebrachte I love a good fight. Jobriath-kenner Robert Cochrane verzorgde de begeleidende tekst bij het album.
Eind 2007 werden Jobriaths beide soloalbums in geremasterde vorm in Japan officieel uitgegeven op cd. In 2008 werden ze tevens uitgegeven in de Verenigde Staten.
In 2000 bracht de band Balcony een nummer uit getiteld Jobriath, dat later verscheen op hun tweede album Before needs. In 2008 bracht de indiefolkband Okkerville River het album The stand ins uit, met daarop als laatste nummer Bruce Wayne Campbell interviewed on the roof of the Chelsea Hotel, 1979. In 2006 coverde Def Leppard het nummer Heartbeat van Jobriath, dat verscheen op sommige versies van hun album Yeah!.
In 2012 verscheen de documentaire Jobriath A.D. van Kieran Turner, die aan de hand van interviews met onder andere Jobriath zelf en Jerry Brandt, Jobriaths levensverhaal vertelt. Het filmcommetaar werd gesproken door Henry Rollins.
In 2013 bracht Eschatone Records drie onbekende nummers van Jobriath uit 1971 uit op een EP, gevolgd in 2014 door het album As the river flows met nog meer herontdekt materiaal uit de periode 1971-1972. In 2015 bracht Factory 25 de documentaire Jobriath A.D. uit, inclusief een vinylalbum met daarop verloren gewaande nummers die Jobriath schreef voor zijn musical Popstar.

## Discografie

### Studioalbums
- Pidgeon (1969; Decca Records) (met Pidgeon)
- Jobriath (1973; Elektra Records)
- Creatures of the street (1974; Elektra Records)
- As the river flows (2014; Eschatone)
- Popstar: the lost musical (2015; Factory 25)

### Compilatiealbums
- Lonely Planet Boy (2004; Sanctuary Records)

### Singles
- Rubber bricks / Prison walls (1969; Decca Records) (met Pidgeon)
- Take me I'm yours / Earthling (1974; Elektra Records)
- I'maman / Rock of ages (1974; Elektra Records)
- Liten up / Ooh la la (1974; Elektra Records)
- Street corner love / Rock of ages (1974; Elektra Records)
- Ooh la la / Gone tomorrow (1974; Elektra Records)
- I love a good fight / Scumbag (2004; Sanctuary Records)
- Amazing dope tales / As the river flows / City freak (2013; Eschatone)

- Bibliothèque nationale de France: cb145910162 (data)
- International Standard Name Identifier: 0000 0000 5888 8074
- Library of Congress Control Number: n93093601
- MusicBrainz: 2803b905-fe99-4071-ac2e-f4bf94ce6fb8
- SNAC: w61m29nb
- Virtual International Authority File: 71641533
- WorldCat: E39PBJtxhyKByvvXjWRFvC4KBP